# Facing Your Danger
Facing Your Danger ist ein US-amerikanischer Kurzfilm aus dem Jahr 1946. Regie führte Edwin E. Olson. 

## Inhalt
Der Erzähler Knox Manning beschreibt eine Bootsfahrt auf dem Colorado River. Neun Mann fahren in drei speziell konstruierten Ruderbooten durch den Grand Canyon. Innerhalb von 19 Tagen durchfahren sie über 200 Stromschnellen. Glücklicherweise gibt es auf dieser Fahrt keine Ausfälle, auch wenn die Kamera die Gebeine unglücklicher Abenteurer zeigt, die denselben Weg genommen haben. Die Fahrt endet am Lake Mead.

## Hintergrund, Veröffentlichung
Der Film ist Teil der Sports Parade-Serie von Warner Bros.
Neben Regisseur Edwin E. Olson, der an der Bootsfahrt in seiner zweiten Funktion als Kameramann selbst teilnahm, ist auch Norman Nevills (1908–1949) zu sehen, der die Wildwasserfahrten durch den Grand Canyon als erster wirtschaftlich nutzte. Unter seiner Leitung wurde der Colorado River im Gebiet des Grand Canyon erstmals von zwei Frau befahren. 
Die Premiere des Films fand am 11. Mai 1946 statt.

## Auszeichnung
1947 wurde der Film in der Kategorie „Bester Kurzfilm“ (eine Filmrolle) mit dem Oscar ausgezeichnet.